# چلسی پرتی
چلسی پرتی (انگلیسی: Chelsea Peretti؛ زادهٔ ۲۰ فوریهٔ ۱۹۷۸) یک هنرپیشه اهل ایالات متحده آمریکا است.
از فیلم‌ها یا برنامه‌های تلویزیونی که وی در آن نقش داشته است می‌توان به بروکلین نه-نه، دوستی اشاره کرد.